# Néva
A Néva (oroszul Нева [Nyeva]) bővizű, 74 km hosszú folyó Oroszország északnyugati részén. Orosz neve a finn neva („mocsár”) szóból ered.

## Vízgyűjtő területe

A Néva vízgyűjtő területe

A Néva vízgyűjtő területe meglepően nagy. A Ladoga és az Onyega tavak, valamint a Volhovo-Iljenszkij-medence vizét vezeti le a Balti-tengerbe. Szentpétervár városánál, deltatorkolattal ömlik a Finn-öbölbe, a folyó deltájának területe 45,6 km². A Néva deltájának 42 szigetén helyezkedik el Szentpétervár belvárosa.

## Hajózás

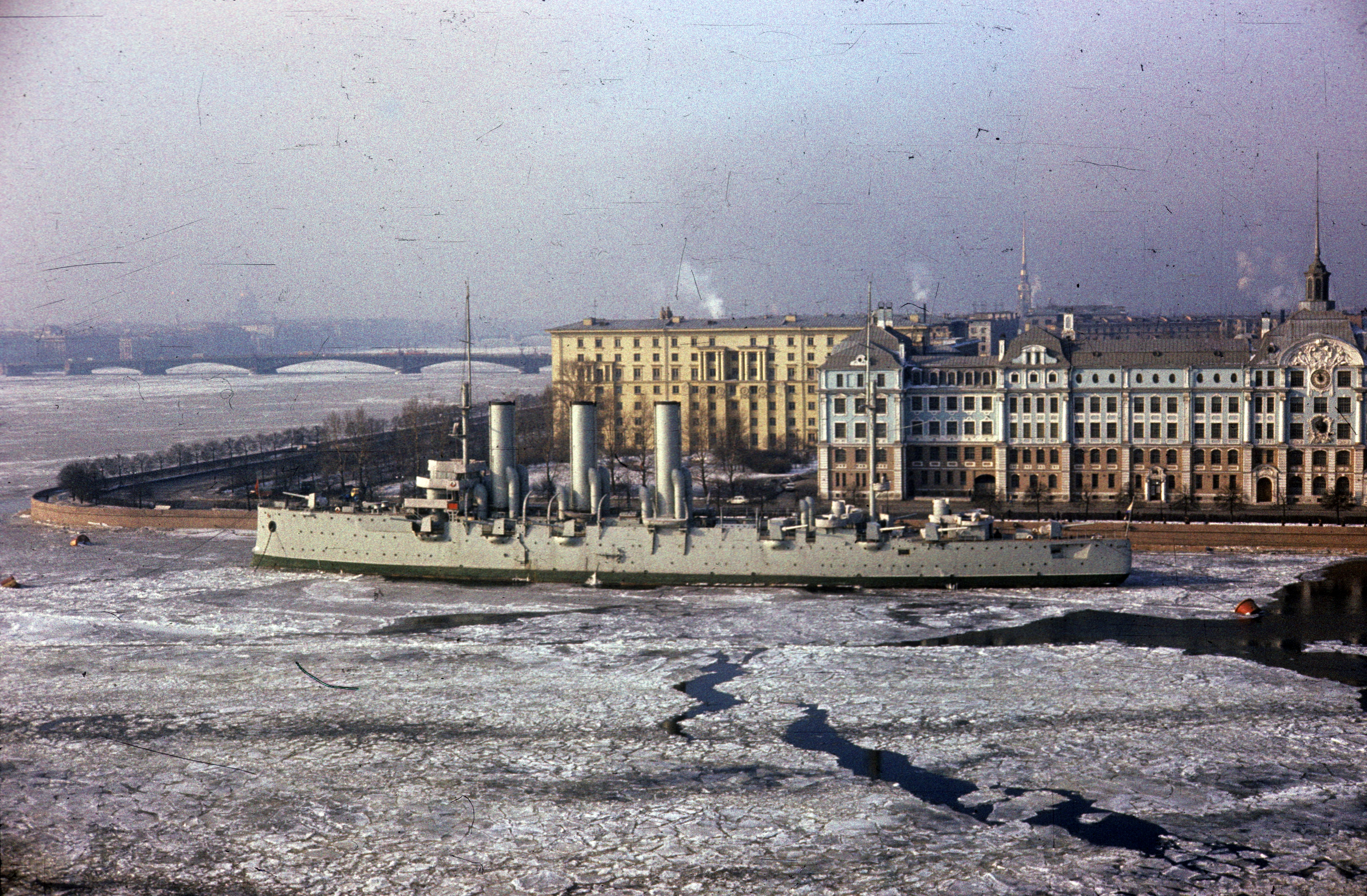
Az Auróra cirkáló a Néva partján (Leningrád)

A Néva teljes hosszán hajózható és Nyugat-Oroszország egyik legfontosabb vízi útja. A Ladoga és az Onyega tavakon, valamint kiterjedt csatornarendszeren keresztül összeköttetésben van a Volgával és így az orosz belvízi hajózás fontos szakasza. A legnagyobb belvízi hajók is elérik Szentpétervárból indulva Moszkvát és a Volgán keresztül a Kaszpi-tengert, illetve a Donon át a Fekete-tengert. A Balti–Fehér-tenger-csatorna (Belomor-kanal) pedig a fehér-tengeri összeköttetést biztosítja.
A Néva jelentősebb mellékfolyói a Toszna, az Ohta, az Izsora és az Iga.